# Taxi

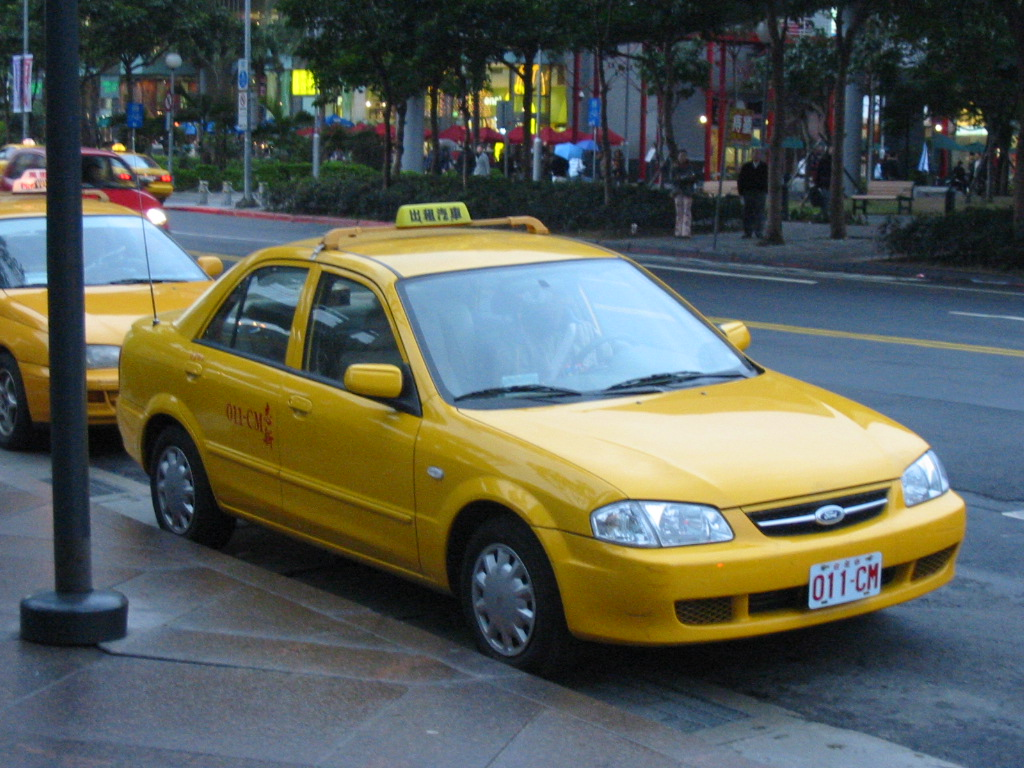
Taxibil i Taipei.

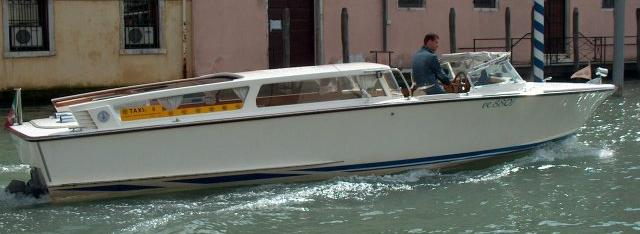
Taxibåt i Venedig.

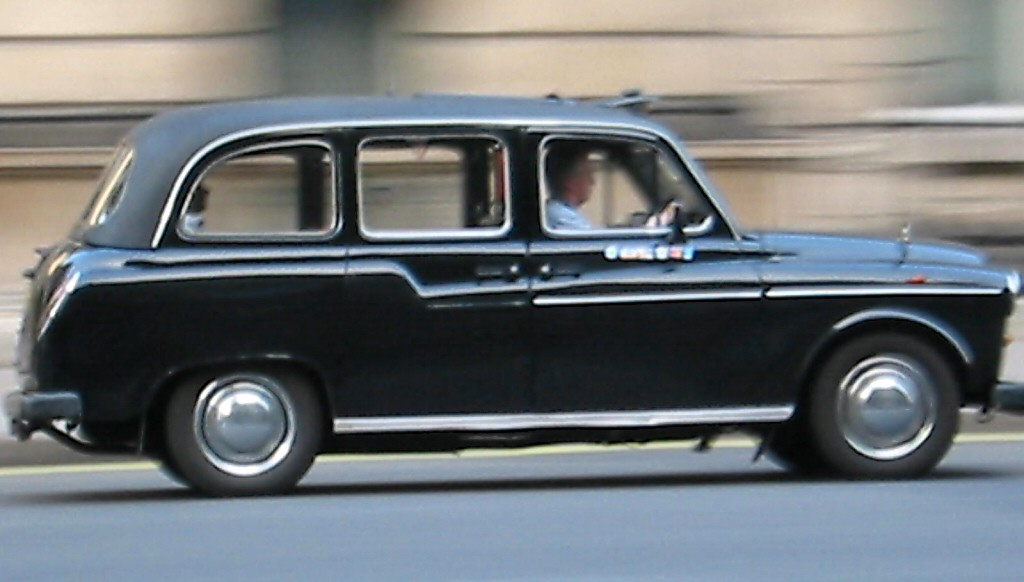
Taxibil i London.

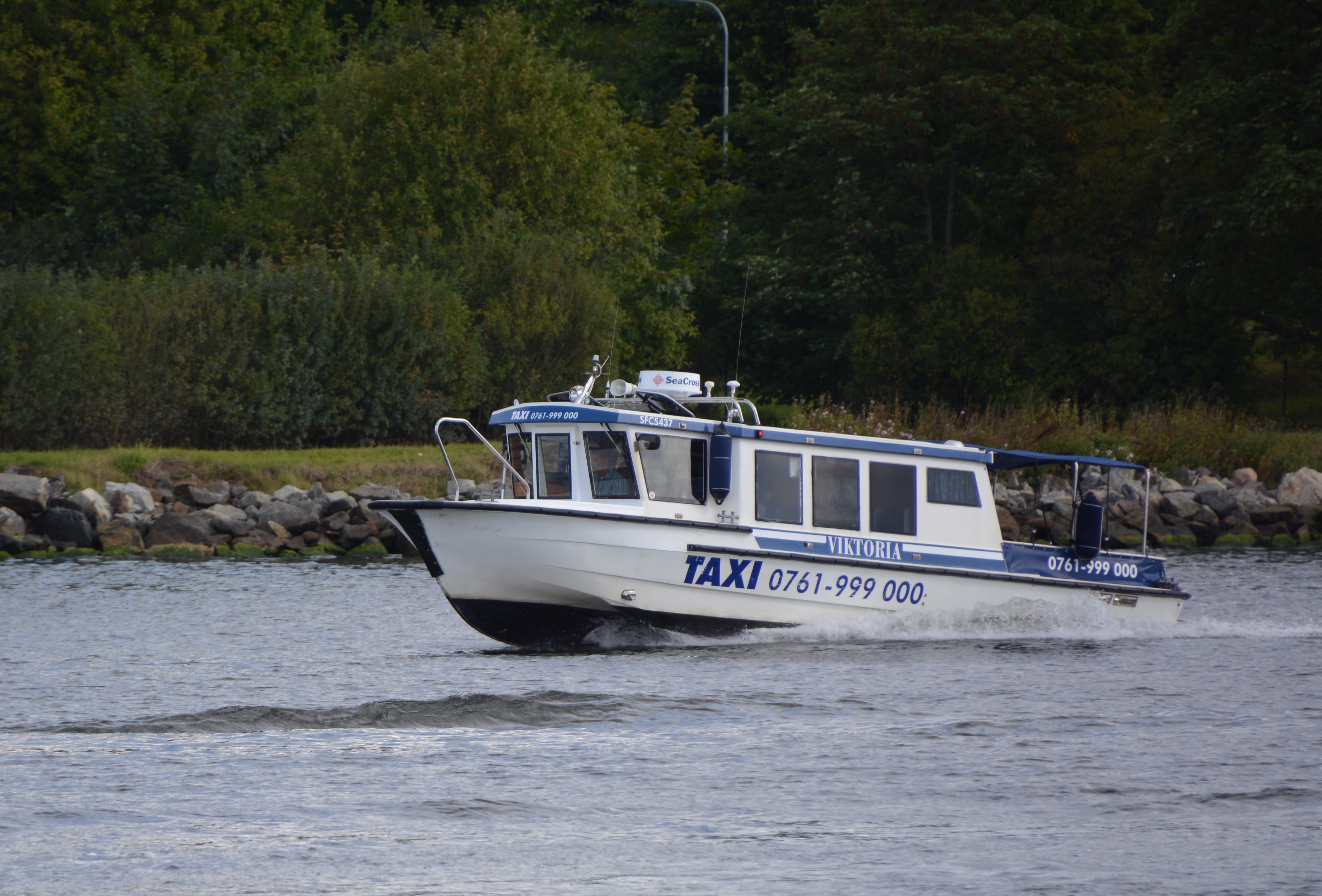
Taxibåt i Stockholm.

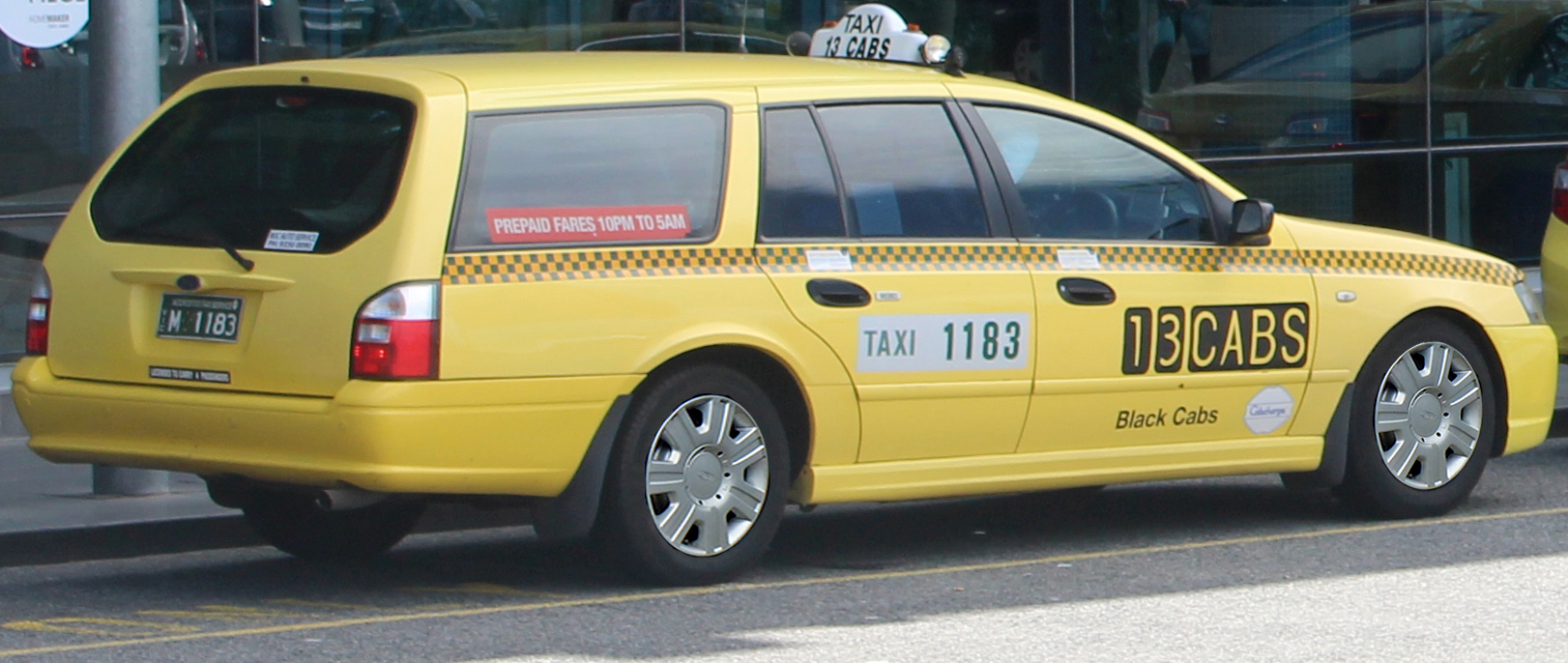
Taxibil i Australien

En taxi är ett transportmedel till lands eller till sjöss, där en förare kör en eller flera passagerare mot betalning i en taxibil eller taxibåt (även båttaxi eller sjötaxi) till en av passageraren/passagerarna bestämd plats, normalt inte på en särskild linjesträckning. Man kan boka dem eller från vissa platser utnyttja dem utan förbokning. Det finns också delad taxi, som går på något som liknar linjer, till exempel till och från mindre flygplatser eller skolor eller med taxibåt till eller från vissa bryggor.

## Historik för drosktrafik

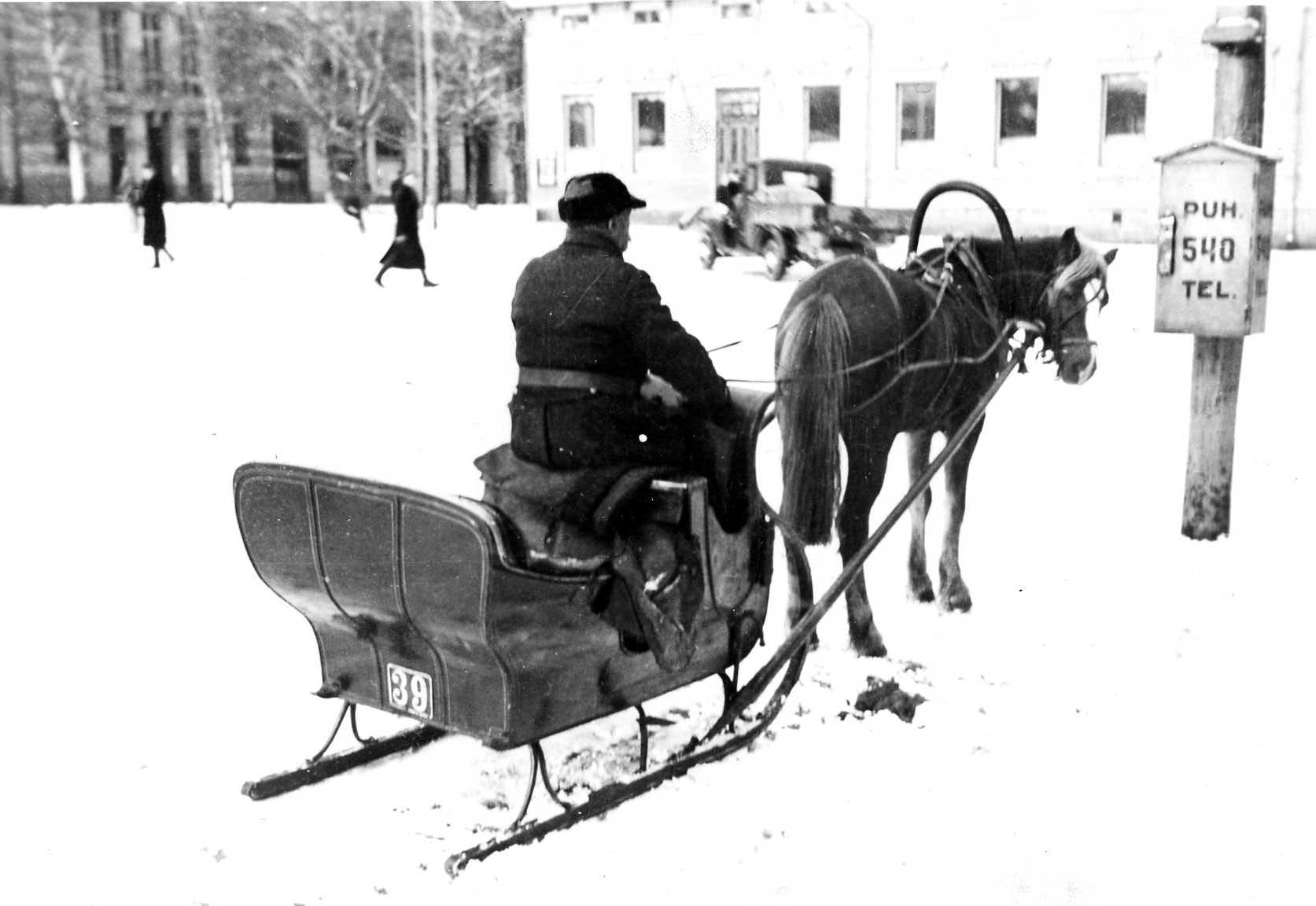
En hästdragen taxisläde i Vasa på 1920-talet.

I början av 1600-talet började en ny sorts hästdragna vagnar dyka upp på Londons och Paris gator. Dessa vagnar kunde man hyra för att ta sig mellan platser i staden. Nästan omedelbart reglerades detta av städernas myndigheter för att man inte skulle få för många av dessa vagnar i städerna. Vagnarna kallades ofta droskor, ett ord som, särskilt förr, också har använts om taxibilar.
År 1891 infördes den första "moderna" taxametern av tysken Wilhelm Bruhn. Redan romerska riket hade dock hyrvagnar försedda med räkneverk som visade hur långt kunden hade rest.
Den första motordrivna taxin med taxameter levererades i Stuttgart 1897 och var byggd av Gottlieb Daimler, som introducerade Daimler Victoria, föregångaren till dagens taxibilar. I Paris infördes taxameterförsedda taxibilar 1899, i London 1903 och i New York 1907. Under 1900-talet spreds taxiverksamhet över världen, och 1901 rullade den första taxin i Sverige i Stockholm, en så kallad "Ducautomobil", konstruerad enligt ett af Aktiebolaget Södertelje verkstäder af firman Kühlstein i Berlin inköpt patent, hvarmed följer uteslutande tillverkningsrätt i Sverige, Norge, Danmark, Finland och Ryssland. Droskans medelfart uppgick under jungfrufärden till 15 á 20 km i timmen; på jemn och i öfrigt god väg kunde farten uppdrifvas till 30 km per timme. Automobilen eldas med benzin, hvaraf förrådet i behållaren räcker till för en färd på 100 km.
I början av 1950-talet infördes tvåvägs kommunikationsradio i taxibilar, varmed taxis beställningscentraler kunde skicka taxibilarna snabbare till adresser varifrån kunder ville åka. Tidigare var taxiförarna tvungna att stanna vid en telefon och ringa in till centralen för att höra om det fanns något nytt uppdrag. Motståndet bland förarna var dock stort och det fanns svenska taxibolag som inte införde nymodigheterna förrän långt in på 1970-talet.
I Sverige infördes 1975 en lag om att kommuner skulle ordna färdtjänst, där handikappade åkte med fordon som oftast är taxifordon.

### Fordon
Oftast används personbilar och minibussar för att tillhandahålla taxitjänsten, men både djur- och människodragna kärror (till exempel riksha) samt cyklar, motorcyklar, båtar och flygplan har förekommit både historiskt och förekommer fortfarande i vissa länder.

### Reglering
I stort sett alla former av taxitjänst är utsatta för någon form av reglering från någon myndighet. Oftast är graden av reglering högre i välutvecklade länder med god ekonomi. Regleringen syftar ofta till att betjäna utnyttjaren av taxitjänsten för att denne skall slippa bli lurad av oskäligt höga kostnader eller för att se till att förarna har nödvändiga kunskaper i att framföra fordon, det vill säga har körkort, att förarna har nödvändig kunskaper om den lokala geografin eller för att se till att brottslingar hålls utanför taxinäringen.

#### Reglering i Sverige
Sverige har av och till haft hårdare och mjukare reglering av taxinäringen. Under 1980-talet och fram till juli 1990 hade Sverige en reglerad taxinäring, där endast ett bolag i varje kommun tilläts bedriva beställningscentral och kommunens samtliga taxifordon var tvingade att teckna transportöravtal med beställningscentralen. Taxifordonen var registrerade i ett trafikområde, som ofta var detsamma som kommunen. Vid körning till ett annat trafikområde fick fordonet endast ta körningar som gick tillbaka mot det egna trafikområdet. Taxan fastställdes centralt och var densamma i hela landet, förutom vintertid i de nordligaste länen där vintertaxa med 10 % högre rull- och väntepris tillämpades. Taxan var indelad i startavgift, framkörningstaxa samt taxa 1, 2 och 3. Startavgiften togs ut för varje körning oavsett om taxin fångats på gatan eller om den beställts till en adress. Framkörningstaxan (F) användes vid framkörning till avhämtningsadress och vid transport i annat trafikområde i riktning mot det egna trafikområdet. Vid framkörning till beställningsadress kunde ett pristak finnas. Taxa 1 och 2 användes vid transport av 1 respektive 2-3 passagerare under dagtid på vardagar och taxa 3 användes för transport av fyra personer under dagtid på vardagar och oavsett antal passagerare övrig tid.
För att få köra taxi måste föraren sedan i mitten av 1990-talet inneha taxiförarlegitimation. För att få en sådan krävs godkänt resultat vid kunskapsprov och uppkörning hos Trafikverket. För att taxiförarlegitimation ska få utfärdas måste personen ha innehaft B-körkort kontinuerligt under två år, ha genomgått läkarundersökning och en vandelsundersökning med godkänt resultat. Ansökan om taxiförarlegitimation görs hos Transportstyrelsen. Alla taxibilar måste vara utrustade med taxameter.
Sedan den 1 juli 1990 är prissättningen i princip fri. Det är även fritt för taxiföretagen att sätta vilket namn de vill på de olika taxorna (eg. tarifferna).
Den 1 juli 2005 infördes ett förbud mot könsdiskriminering i svensk lag. Detta innebar att tjejtaxan, reducerat pris för ensamåkande kvinnliga resenärer, blev förbjuden.